# Equazione di Monge-Ampère
In matematica, l'equazione di Monge-Ampère è un tipo speciale di equazione differenziale alle derivate parziali del secondo ordine non lineare. Una equazione del secondo ordine per la funzione incognita u di due variabili x,y è di Monge-Ampère se è lineare nel determinante della matrice hessiana di u e nelle derivate parziali del secondo ordine di u. Le variabili indipendenti (x,y) variano su un dato dominio D di R2. Questo termine si applica anche alle analoghe equazioni con n variabili indipendenti. Fino a ora, i più completi risultati sono stati ottenuti quando l'equazione è ellittica.
Le equazioni di Monge-Ampère si trovano frequentemente nella geometria differenziale, ad esempio, nel problemi di Weyl e Minkowski nella geometria differenziale delle superfici. Queste equazioni vennero studiate per la prima volta da Gaspard Monge nel 1784 e più tardi da André-Marie Ampère nel 1820. Importanti risultati nella teoria delle equazioni di Monge-Ampère sono stati ottenuti da Sergej Bernštejn, Aleksei Pogorelov, Charles Fefferman e Louis Nirenberg.

## Descrizione
Date due variabili indipendenti x,y e una variabile dipendente u, la forma generale dell'equazione di Monge-Ampère è del tipo
{\displaystyle L[u]=A(u_{xx}u_{yy}-u_{xy}^{2})+Bu_{xx}+2Cu_{xy}+Du_{yy}+E=0,}
dove A, B, C, D ed E sono funzioni che dipendono solamente dalle variabili del primo ordine x, y, u, ux e uy.

## Teorema di Rellich
Sia Ω un dominio limitato in R3 e si supponga che su Ω A, B, C, D ed E siano funzioni continue solamente di x e y. Si consideri il problema di Dirichlet per trovare u tale che
{\displaystyle L[u]=0,\quad {\text{su}}\ \Omega }
{\displaystyle u|_{\partial \Omega }=g.}
Se
{\displaystyle BD-C^{2}-AE>0,}
allora il problema di Dirichlet ha al più due soluzioni.

## Risultati di ellitticità
Si supponga ora che x sia una variabile a valori in un dominio in Rn e che f(x,u,D2u) sia una funzione positiva. Allora l'equazione di Monge-Ampère
{\displaystyle L[u]=\det D^{2}u-f(\mathbf {x} ,u,Du)=0}
è un'equazione differenziale alle derivate parziali ellittica non lineare (nel senso che la sua linearizzazione è ellittica), purché si presti attenzione alle soluzioni convesse.
Di conseguenza, l'operatore L soddisfa le versioni del principio del massimo e in particolare le soluzioni del problema di Dirichlet sono uniche, ammesso che esistano.

## Applicazioni
Le equazioni di Monge-Ampère sorgono naturalmente in diversi problemi nella geometria riemanniana, nella geometria conforme e nella geometria CR. Una delle più semplici di queste applicazioni è al problema della curvatura di Gauss prescritta.
Si supponga che una funzione K a valori reali sia specificata su un dominio Ω in Rn, il problema della curvatura di Gauss prescritta cerca di identificare un'ipersuperficie di Rn+1 come un grafico z = u(x) su x ∈ Ω tale che per ogni punto della superficie, la curvatura di Gauss sia data da K(x). L'equazione alle derivate parziali risultante è
{\displaystyle \det D^{2}u-K(\mathbf {x} )(1+|Du|^{2})^{(n+2)/2}=0.}
Le equazioni di Monge-Ampère sono collegate al problema del trasporto ottimale di massa di Monge-Kantorovič, quando il "costo funzionale" in esso è dato dalla distanza euclidea.
Nel 1978, il matematico cinese Yau Shing-Tung congetturò nell'ambito della teoria delle stringhe l'esistenza di una congettura di Calabi applicabile alla curvatura di una collettore retico di Kähler, che era a sua volta risolvibile con un sistema di equazioni di Monge-Ampère. 

Tale congettura fu rinominata in onore di Calabi-Yau.
Importanti contributi alle equazioni di Monge-Ampère nel ventesimo secolo giunsero anche da Hermann Weyl, Franz Rellich, Erhard Heinz, Louis Nirenberg, Luis Caffarelli e Alekséi Vasilievich Pogorélov.